# Польковиці
Польковиці (пол. Polkowice, нім. Polkwitz, Heerwegen) — місто в південно-західній Польщі. Адміністративний центр Польковицького повіту Нижньосілезького воєводства.
Частина Легницько-Глогувського мідного округу (пол. Legnicko-Głogowski Okręg Miedziowy).

## Демографія
Демографічна структура станом на 31 березня 2011 року:
|          | Загалом | Допрацездатний вік | Працездатний вік | Постпрацездатний вік |
| -------- | ------- | ------------------ | ---------------- | -------------------- |
| Чоловіки | 11177   | 2415               | 7890             | 872                  |
| Жінки    | 11625   | 2389               | 7096             | 2140                 |
| Разом    | 22802   | 4804               | 14986            | 3012                 |

## Персоналії

### Проживали
- Василь Паліїв — український громадський та військовий діяч, поручник УГА, проживав і помер у Польковицях.